# Luis Islas
Luis Alberto Islas Ranieri (Buenos Aires, 1965. december 22. –) argentin válogatott labdarúgókapus.

## Pályafutása

### Klubcsapatban
Pályafutását a Chacarita Juniorsban kezdte az 1980-as évek elején. 1982-ben az Estudiantes igazolta le, mellyel 1983-ban bajnoki címet szerzett. 1986-ban az Independientehez távozott, ahol két évet játszott.
1988-ban az Atlético Madrid szerződtette, de egyszer sem lépett pályára és kölcsönadták a Logroñés csapatának. 1990-ben visszatért az Independientehez és hozzásegítette csapatát az 1994-es Clausura és két nemzetközi cím (Supercopa Sudamericana (1994), Recopa Sudamericana (1995)) megnyeréséhez.
Ezt követően még számos csapatban megfordult, 1995-ben a Newell’s Old Boys, 1996-ban a Platense kapuját védte. Az 1996–97-es idényben a mexikói Deportivo Tolucaban szerepelt. 1998-ban visszatért Argentínába, ahol előbb a Huracán, majd a Tigre csapatát erősítette.
2003-ban vonult vissza az Independiente játékosaként.

### A válogatottban
Tagja volt annak az argentin ifjúsági válogatottnak, amely döntőt játszott az 1983-as ifjúsági világbajnokságon.
Az 1986-os világbajnokságon, amit megnyertek az argentinok, cserekapusként volt jelen. Dühítette, hogy Nery Pumpido mögött még mindig csak csereként számítottak rá, ezért az 1990-es világbajnokság előtt lemondta a válogatottságot. A tornán a második mérkőzésen Pumpido megsérült, helyére a harmadik számú kapus Sergio Goycochea került, akit később a torna legjobb kapusának választottak.
A világbajnokságot követően az új szövetségi kapitány Alfio Basile invitálására Islas visszakerült a nemzeti csapatba. Mivel Goycocheanak volt néhány gyengébb meccse a selejtezők során, ezért Islas volt az első számú kapus az 1994-es világbajnokságon.
1984 és 1994 között 30 alkalommal játszott az argentin válogatottban. Részt vett az 1986-os és az 1994-es világbajnokságon, az 1987-es és az 1989-es Copa Américán, az 1988. évi nyári olimpiai játékokon, illetve az 1992-es konföderációs kupán. Tagja volt az 1993-as Copa Américán győztes csapat keretének is.

## Sikerei, díjai

### Játékosként
Estudiantes
- Argentin bajnok (1): 1983 Nacional

Independiente
- Argentin bajnok (1): 1994 Clausura
- Supercopa Sudamericana (1): 1994
- Recopa Sudamericana (1): 1995

Argentína
- Világbajnok (1): 1986
- Konföderációs kupa (1): 1992
- Copa América (1): 1993

## Külső hivatkozások
- Luis Islas adatlapja a National-Football-Teams.com oldalon (angolul)

- Luis Islas (francia, angol nyelven). FootballDatabase.eu
- Luis Islas profilja az Olympedia oldalán (angolul)